# Abu al-Hasan al-Haszimi al-Kuraszi
Abu al-Hasan al-Haszimi al-Kuraszi (arab. ‏أبو الحسن الهاشمي القرشي‎), właśc. Nour Karim al-Mutni (arab. ‏نور كريم المطني‎; ur. prawd. 31 stycznia 1980 w Rawa, zm. 15 października 2022) – iracki terrorysta i salafita, w 2022 trzeci kalif Państwa Islamskiego.

## Życiorys
Niewiele wiadomo o jego życiu, Abu al-Hasan to jego kunja. Niektóre źródła twierdzą, że był kuzynem poprzedniego kalifa Abu Ibrahima al-Haszimiego al-Kurasziego i należał do kurajszyckiego klanu Banu Haszim. Według innych nazywał się Zajd al-Iraki i zajmował się edukacją lub też był aktywnym terrorystą od 2003 i starszym bratem pierwszego kalifa Abu Bakra al-Baghdadiego, a jego prawdziwe imię to Dżuma Awad al-Badri. W 2022 już po śmierci podano, że jego prawdziwe imię i nazwisko to Nour Karim al-Mutni oraz że pochodził z Rawa w prowincji Al-Anbar.
W 2014 aktywny w okolicach Bagdadu i Abu Kamal. W 2020 był członkiem Rady Szury, pięcioosobowego ciała kierowniczego Państwa Islamskiego. Ponad miesiąc po śmierci Abu Ibrahima al-Haszimiego al-Kurasziego 10 marca 2022 został ogłoszony kolejnym kalifem Państwa Islamskiego. 26 maja 2022 ogłoszono, że został aresztowany w Stambule, czemu jednak zaprzeczyło Państwo Islamskie. 30 listopada 2022 Państwo Islamskie podało informację o jego śmierci. Miała ona miejsce podczas bitwy z syryjskimi rebeliantami w Dżasim 15 października 2022.